# Tritão-dos-cárpatos
O tritão-dos-cárpatos (Lissotriton montandoni) é uma espécie de anfíbio caudado pertencente à família Salamandridae.
Pode ser encontrada nos seguintes países: República Checa, Alemanha, Polónia, Roménia, Eslováquia e Ucrânia.
Os seus habitats naturais são: florestas temperadas, rios, rios intermitentes, marismas de água doce, marismas intermitentes de água doce, terras aráveis, pastagens, jardins rurais e lagoas.
Esta espécie está ameaçada por perda de habitat.